# Music to Watch Boys To
 „Music to Watch Boys To” este un cântec a cântăreaței americane Lana Del Rey și lansat ca al doilea single pentru al patrulea album de studio Honeymoon (2014). Piesa a fost scrisă de către Lana Del Rey și Rick Nowels. Acesta a fost lansată la nivel mondial pe data de 11 septembrie 2015, pe cale digitală.

## Informații generale
Del Rey a menționat pentru prima dată piesa ca un potențial titlu pentru tot albumul la sfârșitul lunii iunie, 2014. Pe data de 2 ianuarie 2015, Del Rey a deschis un pic mai mult pe piesa, elaborarea pe modul în care ea a scris într-un mod vizual, noirish spunând "titlul (melodiei) se pretează la o vizuală de umbre de oameni care trec prin, ochii acestei fete, Eu pot vedea cu siguranta lucruri." Piesa a fost inițial obiectată ca primul single pentru album.

## Videoclipul
Pe data de 3 iunie 2015, modelul Jake Mast a postat că videoclipul a fost filmat cu Lana Del Rey la începutul anului și va fi lansat în luna iunie, cu toate acestea, până la sfârșitul lunii, nici un videoclip a fost lansat. în septembrie 2015, Del Rey a postat imaginii din spatele scenelor din video pe profilul ei Instagram. Videoclipul oficial a piesei a fost lansat pe data de 30 septembrie 2015.

## Clasamente
| Clasament (2015)          | Poziție maximă |
| ------------------------- | -------------- |
| Franța (SNEP)             | 117            |
| Regatul Unit (UK Singles) | 186            |